# 津田梅子〜お札になった留学生〜
『津田梅子〜お札になった留学生〜』（つだうめこ おさつになったりゅうがくせい）は、2022年3月5日の21時 - 23時5分にテレビ朝日系列で放送されたテレビドラマ。主演は広瀬すず。
本作ではアメリカ留学から戻った17歳から再留学する25歳までの物語を中心に描かれ、11年間に渡るアメリカ留学から帰国後に思うような仕事に就けずに思い悩む中、結婚という道を選ぶ同世代の女性たちを横目に自分は何をしたいのか、何をすべきなのかを模索していくさまを描く。

## あらすじ
明治時代、開国を成し遂げた日本政府は、国費で外国へ留学する女性を募っていた。父親仙による熱心な働きかけで6歳の梅は、岩倉使節団の一員として最年少で10年間の米国留学へ行く事になる。留学中に仲間の吉益亮が1年で帰国させられると言うハプニングはあったものの、当初の予定を上回る11年ものホームステイを通じて西欧の文化を学び、無事帰国。
留学した知識を広めて国につくそうと森有礼を通じて学校教師の仕事を斡旋してもらおうとするが、当時の文部大臣から冷たくあしらわれ、政府が彼女たちを留学させた目的も、文明開化を欧米諸国にアピールする為の政治的パフォーマンスであった事と解り彼女たちは絶望する。また、旧来の家父長制をとる自らの両親にも違和感を覚えていた。
何とか教師の職にありついた梅であったが、その賃金は同じ学校の外国人教員よりも低くおさえられていた。加えて生徒たちは学習意欲が低く、女学校は結婚する際の箔付けと考える上司に、社会進出には程遠い日本の女子教育の現状を知らされ梅子は大いに悩む。

## キャスト
津田梅（つだ うめ）
演 - 広瀬すず（乳児期：村田涼、幼少期：志水心音、晩年期：原田美枝子）
本作の主人公。女子英学塾（のちの津田塾大学）の創設者。
生徒役
演　- 井川梨愛他

### 留学生仲間
山川捨松（やまかわ すてまつ）
演 - 池田エライザ（幼少期：高尾日歌）
梅の留学仲間。のちに大山巌の妻となる。
永井繁（ながい しげ）
演 - 佐久間由衣（幼少期：ゆきな）
梅の留学仲間。のちに海軍軍人の瓜生外吉の妻となる。
吉益亮（よします りょう）
演 - 宮澤エマ（幼少期：武上陽奈）
梅の留学仲間。のちに海岸女学校で英語教師を務める。
上田悌（うえだ てい）
演 - 早瀬憩
梅の留学仲間。
神田乃武（かんだ ないぶ）
演 - 井之脇海
海外留学生。

### 梅の家族
津田仙（つだ せん）
演 - 伊藤英明
梅の父であり、農学者および教育者。通訳として渡米した経験があり英語が堪能。
津田初（つだ はつ）
演 - 内田有紀
梅の母。
津田琴子（つだ ことこ）
演 - 井上希美
梅の姉。

### その他の人物
森有礼（もり ありのり）
演 - ディーン・フジオカ
第1次伊藤内閣の初代文部大臣。津田梅の最大の理解者。
伊藤博文（いとう ひろぶみ）
演 - 田中圭
初代内閣総理大臣。梅が留学生として随行した岩倉使節団に副使として参加。森有礼に次ぐ津田梅の理解者。
福岡孝弟（ふくおか たかちか）
演 - 長谷川朝晴
文部卿。
下田歌子（しもだ うたこ）
演 - 平岩紙
明治から大正にかけて活躍した教育者であり、歌人。桃夭女塾（のちの実践女子大学）の創設者。
瓜生外吉（うりゅう そときち）
演 - 時任勇気
大山巌（おおやま いわお）
演 - BOB
陸軍卿。捨松の夫。
伊藤博文夫人
演 - 渡辺早織
森常
演 - 咲妃みゆ
森有礼の先妻。
ランマン夫妻
演 - ミッシェル・タケ、ロバート・アンダーソン
梅のホームステイ先。

## スタッフ
- 脚本 - 橋部敦子
- 監督 - 藤田明二（テレビ朝日）
- 音楽 - 葉加瀬太郎[7]
  - 音楽制作・編曲 - 柏木広樹
  - テーマ曲編曲 - 羽毛田丈史
- 時代考証 - 天野隆子
- プロトコールマナー - 山本節子
- 所作指導 - 別府菱美、前野菱洋（小笠原流礼法宗家本部）
- 振付 - 二ツ森亨・由美
- ダンス指導 - 梅田慎太郎、熊井郁美
- ロケ協力 - 土浦フィルムコミッション、茨城県立土浦第一高等学校・附属中学校、犬山ロケサービスチーム、博物館明治村、佐倉フィルムコミッション、旧吉田家住宅歴史公園、千葉県立房総のむら、旧古河庭園、和敬塾、三溪園、横浜みなと博物館
- エグゼクティブプロデューサー - 内山聖子（テレビ朝日）
- プロデューサー - 神田エミイ亜希子（テレビ朝日）、中込卓也（テレビ朝日）、山形亮介（角川大映スタジオ）
- 協力 - 津田塾大学
- 制作協力 - 角川大映スタジオ
- 制作著作 - テレビ朝日